# Elin Pelin Point

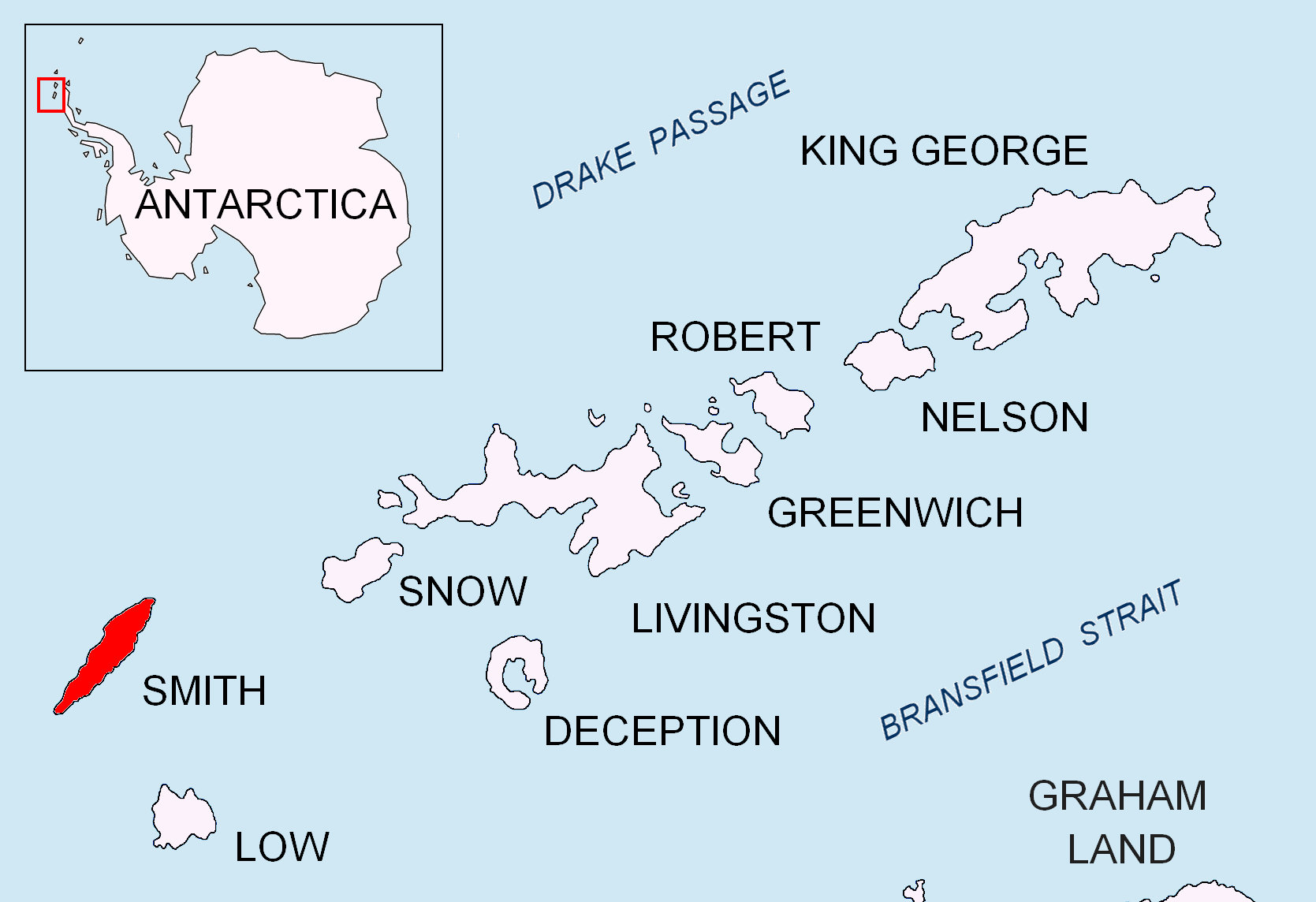
Localizzazione dell'Isola Smith, nelle Isole Shetland Meridionali.

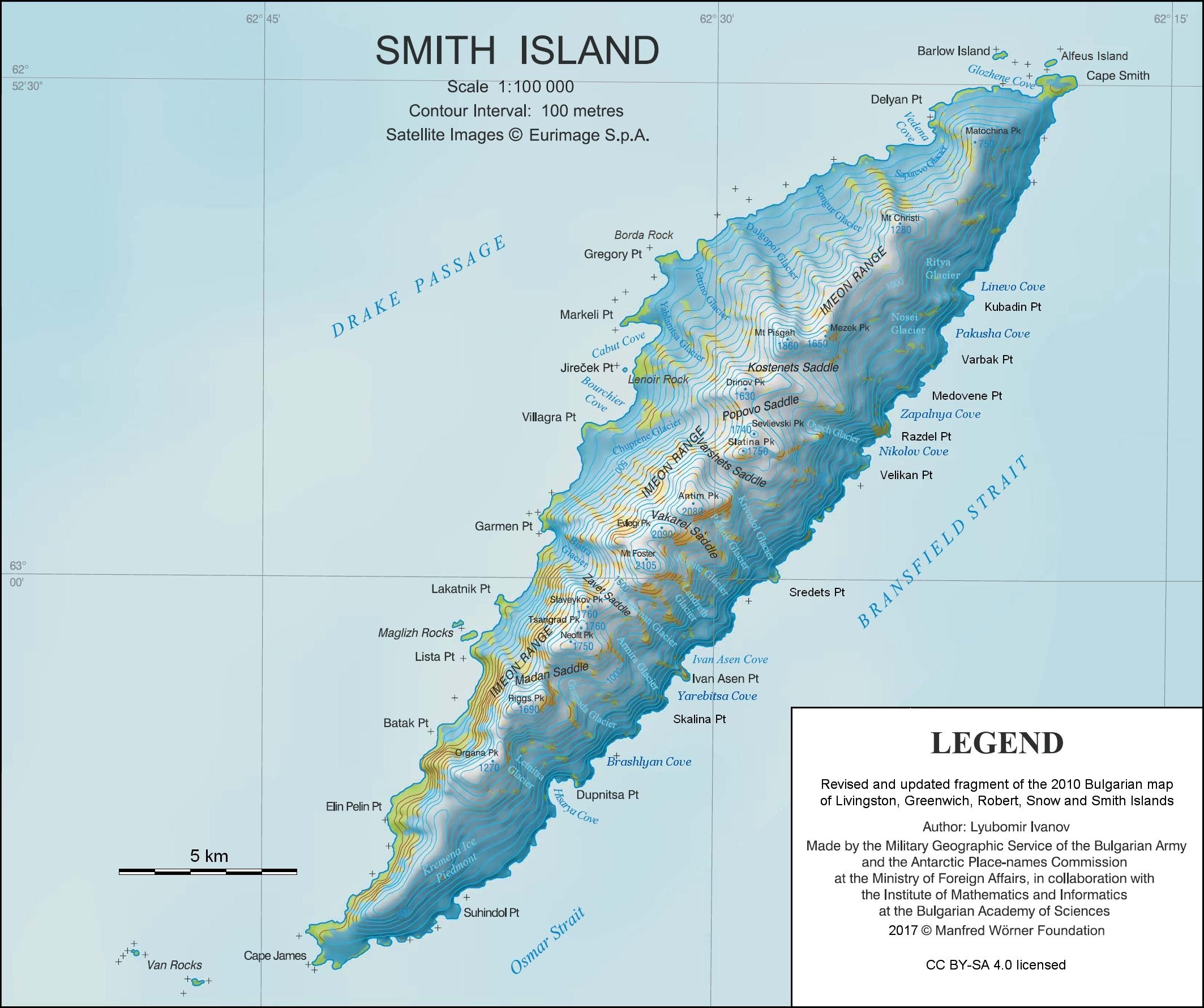
Mappa topografica dell'Isola Smith. Elin Pelin Point si trova nella parte inferiore dell'immagine, nella costa sudoccidentale dell'isola.

Elin Pelin Point (in lingua bulgara: нос Елин Пелин, Nos Elin Pelin) è una punta rocciosa situata nella costa sudoccidentale dell'Isola Smith, nelle Isole Shetland Meridionali, in Antartide.

## Localizzazione
Elin Pelin Point è localizzata alle coordinate 63°03′35″S 62°40′45″W; è situata 4,5 km a nord-nordest di Capo James, e 4,8 km a sud-sudovest di Lista Point.
Mappatura preliminare bulgara nel 2009.

## Denominazione
La denominazione è stata assegnata dalla Commissione bulgara per i toponimi antartici in onore dello scrittore bulgaro Elin Pelin (pseudonimo di Dimitar Stoyanov, 1877–1949).

## Mappe
- Chart of South Shetland including Coronation Island, &c. from the exploration of the sloop Dove in the years 1821 and 1822 by George Powell Commander of the same. Scale ca. 1:200000. London: Laurie, 1822.
- L.L. Ivanov. Antarctica: Livingston Island and Greenwich, Robert, Snow and Smith Islands. Scale 1:120000 topographic map. Troyan: Manfred Wörner Foundation, 2010. ISBN 978-954-92032-9-5 (First edition 2009. ISBN 978-954-92032-6-4)
- South Shetland Islands: Smith and Low Islands. Scale 1:150000 topographic map No. 13677. British Antarctic Survey, 2009.
- Antarctic Digital Database (ADD). Scale 1:250000 topographic map of Antarctica. Scientific Committee on Antarctic Research (SCAR). Since 1993, regularly upgraded and updated.
- L.L. Ivanov. Antarctica: Livingston Island and Smith Island. Scale 1:100000 topographic map. Manfred Wörner Foundation, 2017. ISBN 978-619-90008-3-0